# Barberaren i Sevilla (Paisiello)
Barberaren i Sevilla (Il barbiere di Siviglia) är en italiensk opera i fyra akter med musik av Giovanni Paisiello. Vem som skrev librettot är okänt men det har tillskrivits Giuseppe Petrosellini efter Pierre de Beaumarchais pjäs med samma namn.

## Historia
Vid tiden för operans tillkomst vistades Paisiello på kallelse av den ryska kejsarinnan Katarina II i Sankt Petersburg som teaterkapellmästare. Beaumarchais pjäser var högt värderade vid det ryska hovet så Paisiello valde helt naturligt en av dessa som underlag för sin opera. Troheten till texten stötte på problem när det gällde att balansera handling och musik. Till exempel tvingas Figaro att sjunga alla sina arior före slutet av akt II. 
Operan hade premiär den 26 september 1782 i Vinterpalatset i Sankt Petersburg. Operans succé sporrade Mozart och hans librettist Lorenzo Da Ponte att tonsätta en annan av Beaumarchais pjäser, Figaros bröllop. Till föreställningarna i Neapel 1787 reviderade Paisiello operan till tre akter och ändrade texten för att tillfredsställa den lokala smaken. Originalversionen förblev dock den mer spelade.
Barberaren i Sevilla var ett av Paisiellos få verk som ännu spelades 1816 då Rossini komponerade sin version av Barberaren i Sevilla. Premiärpubliken i Rom var kritisk till att Rossini hade vågat komponera en opera på samma ämne som Paisiello, men snart var Paisiellos opera glömd till förmån för Rossinis mästerverk.
Svensk premiär den 8 juni 1797 på Arsenalsteatern i Stockholm.

## Personer
- Greve Almaviva (tenor)
- Rosina (sopran)
- Doktor Bartolo (bas)
- Figaro, barberare (baryton)
- Don Basilio (bas)
- Giovinetto, Bartolos tjänare (tenor)
- Svegliato, en lat tjänare (bas)
- Notarien (bas)
- En officer (tenor)

## Handling
Operans handling följer i stort sett den som i Rossinis version. Se Barberaren i Sevilla.